# Rodeio Bonito
Rodeio Bonito est une municipalité brésilienne située dans l'État du Rio Grande do Sul.